# Tomaspis morosa
Tomaspis morosa är en insektsart som beskrevs av Jacobi 1908. Tomaspis morosa ingår i släktet Tomaspis och familjen spottstritar. Inga underarter finns listade i Catalogue of Life.